# Vasile Serghei
Vasile Serghei är en rumänsk kanotist.
Han tog bland annat VM-brons i C-2 1000 meter i samband med sprintvärldsmästerskapen i kanotsport 1974 i Mexico City.